# Mijn vriend
Mijn vriend is een Nederlands-Belgische speelfilm uit 1979 van Fons Rademakers met het controversiële proces Jespers in België als verhaallijn.
De hoofdrollen worden gespeeld door Peter Faber (Jules Depraeter) en André van den Heuvel (onderzoeksrechter Jensens). Het scenario is van de hand van Gerard Soeteman en is gebaseerd op het proces Jespers met veroordelingen op 21 januari 1978. De muziek is geleverd door Georges Delerue en het camerawerk is van Theo van de Sande. De film werd op 5 april 1979 uitgebracht.
De film valt in de categorie misdaad/drama. In de film wordt Nederlands en gedeeltelijk Frans gesproken.
De 35mm geschoten film heeft een speelduur van 126 minuten en is in kleur met mono geluid. De film werd in 2003 door A-Films en het Nederlands Filmmuseum op dvd uitgebracht, als onderdeel van een box met 11 Rademakers-films.

## Plot en film-opbouw
De film speelt zich af rondom een rechtszaak waarbij afgewisseld wordt tussen beelden uit de rechtszaal en beelden over hoe de gang van zaken daarvoor is geweest. Bij deze gang van zaken wordt met name het perspectief van Jules Depraeter gevolgd, een flamboyante prater die velen om zijn vingers windt. Uiteindelijk lopen zijn "zaken" spaak en dit leidt tot de rechtszaak en de film eindigt met een emotioneel spreken van beide hoofdrolspelers en veroordelingen.

## Rolverdeling
| Acteur               | Personage         |
| -------------------- | ----------------- |
| Peter Faber          | Jules Depraeter   |
| André van den Heuvel | John Jensens      |
| Dirk De Batist       | Henri Vannoote    |
| Magda Cnudde         | Ondine Van Aalst  |
| Pleuni Touw          | Helène Te Winckel |
| Germaine Pascal      | Madame Lebelle    |
| Florence Jamin       | Mevrouw Jensens   |
| Kees ter Bruggen     | Cecile            |
| Paul Cammermans      | Hektor Morgenhand |
| Camilia Blereau      | Floorke Vannoote  |
| Frans Vercammen      | Brederode         |
| Frank Aendenboom     | André             |
| Idwig Stéphane       | Dr. Te Winckel    |
| Dirk Celis           | Verstegen         |
| Herbert Flack        | Lt. Tille         |